# Àiax el Major
En la mitologia grega, Àiax (llatí: Aiax) o Aiant (grec antic: Αἴᾱς), fill de Telamó, és un heroi grec rei de l'illa de Salamina que va participar en la Guerra de Troia capitanejant dotze naus. Per diferenciar-lo d'Àiax, fill d'Oileu, sovint és anomenat Àiax el Major, Àiax Telamoni o Àiax de Salamina. És germanastre de Teucre i cosí d'Aquil·les.

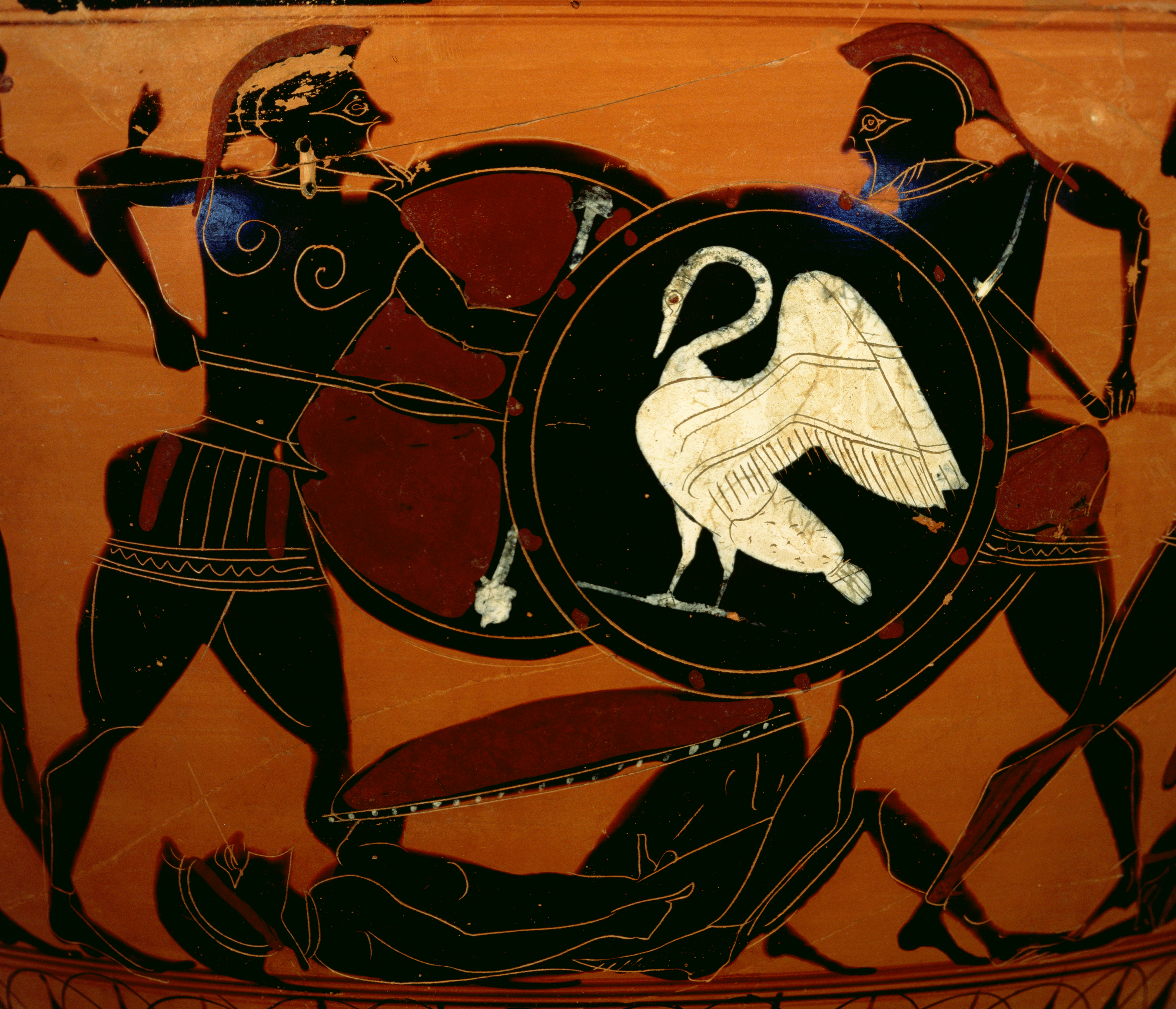
Àiax i Hèctor lluitant pel cos mort de Pàtrocle, àmfora àtica de figures negres, cercle d'Exèquias (ca.), Getty Villa (Los Angeles)

Descrit a la Ilíada com «de gran estatura», «de cos colossal» i «el bastió dels aqueus», era el segon –només superat per Aquil·les– en força i valentia. Ambdós van ser entrenats junts pel centaure Quiró, el mateix que prèviament havia entrenat els seus pares: Telamó i Peleu. En el camp de batalla comandava les seves tropes empunyant una magnífica destral i un immens escut fet de set pells de bou i l'octava capa, l'exterior, era una placa de bronze, sent una de les principals bases de l'exèrcit del rei Agamèmnon. No és ferit en cap de les batalles descrites en la Ilíada i és l'únic dels personatges principals que no rep ajuda de cap dels déus partícips en les guerres. Per això, Àiax és considerat el paradigma de treball dur i perseverança.
Del punt de vista moral, el fill de Telamó és el revers d'Àiax el Menor, el fill d'Oileu. Parla poc, és bondadós i tem els déus. És més mesurat que Aquil·les, amb qui té tants elements en comú, però no té sensibilitat artística i està mancat del gust per la música i la tendresa que té el fill de Tetis. Sobretot és un guerrer rude.
Àiax va ser el guerrer destinat per la sort per lluitar en combat singular contra Hèctor, a qui fa caure d'un cop de pedra. Però els heralds van parar el duel. Quan els aqueus comencen a ser derrotats, és un dels herois que s'esforcen més a contenir Hèctor. Va anar a la tenda d'Aquil·les per tractar de fer-lo canviar de decisió quan aquest heroi es negava a seguir la lluita, i li va retreure especialment el seu egoisme, la seva duresa i la seva indiferència davant els sofriments dels altres. Quan Hèctor es va llançar a l'assalt de les naus gregues, la resistència dels aqueus va girar entorn d'Àiax. Posidó s'adreça a ell, inquiet, i li demana que redobli els esforços. Va ferir Hèctor amb una pedra, però el troià torna al combat ple de coratge, i l'obliga a defensar-se dins de la mateixa nau. Quan Hèctor li trenca la llança, Àiax reconeix la voluntat dels déus i fuig. Arriba Pàtrocle i aconsegueix fer retrocedir els troians. Àiax torna al combat després de la mort de Patrocle i escomet Hèctor. L'hauria mort si Zeus, per respectar el destí que reserva al troià, que ha de caure sota els cops d'Aquil·les, no hagués embolcallat els dos herois en un núvol.
En els Jocs Fúnebres que es van celebrar per Aquil·les, va lluitar contra Odisseu, i cap dels dos no en va sortir vencedor, però Aquil·les els va atorgar el premi conjuntament. En el concurs d'esgrima contra Diomedes, no és derrotat, però tampoc aconsegueix la victòria.
Les tradicions posteriors a la Ilíada, afegeixen notícies sobre la seva vida. Quan Hèracles preparava la seva expedició contra Troia, anà a convidar Telamó perquè hi prengués part, i el trobà en un banquet. Hèracles va estendre sota d'ell la pell del lleó de Nemea, que sempre portava, l'heroi pregà a Zeus que concedís a telamó un fill tan valent com ell i tan fort com el lleó. Zeus l'escoltà i en senyal d'acord li envià una àliga, el nom de la qual, en grec (αίετός), recorda al d'Àiax. Una altra versió explicava que quan Hèracles va visitar a telamó, Àiax ja havia nascut, i l'heroi l'embolicà amb la pell de lleó demanant a Zeus que el fes invulnerable.
Altres trets del seu caràcter es van anar afegint: Quan va marxar cap a Troia, el seu pare li va aconsellar «que vencés amb la llança, però també amb l'ajuda dels déus». Àiax va contestar que «també el covard podia vèncer amb l'ajuda dels déus». Diuen que en aquell moment va esborrar del seu escut la imatge d'Atena que hi portava, cosa que li va valer l'hostilitat de la deessa.
Durant les expedicions preliminars a la guerra de Troia, que no figuren a la Ilíada, Àiax va arribar el primer a la concentració dels herois a Argos, junt amb el seu germà Teucre, i va ser designat cap de la flota, amb Aquil·les i Fènix. Per un breu temps, va substituir Agamèmnon en el comandament suprem, quan l'atrida va ser deposat per haver mort la cérvola sagrada d'Àrtemis. Quan els grecs van desembarcar a Mísia, pren, amb Aquil·les, la direcció de les operacions, i mentre Aquil·les feria Tèlef, Àiax matà Teutrani, germà de Tèlef.
En els nou primers anys de la guerra de Troia Àiax va participar en incursions i saqueigs de diverses ciutats d'Àsia. Va atacar el rei frigi Teleutant, i va raptar la seva filla Tecmessa. Va saquejar el Quersonès traci (avui la península de Gal·lípoli), on regnava Polimèstor, gendre de Príam, que va lliurar als grecs Polidor, un dels fills del seu sogre, que custodiava. Àiax saquejà també els ramats que els troians tenien al mont Ida i al camp.
Després de la mort d'Aquil·les, a la guerra de Troia, les tradicions ens presenten diverses aventures d'Àiax. El trobem acollint Neoptòlem, el fill d'Aquil·les, i tractant-lo com si fos el seu propi fill. Lluita al costat de l'arquer Filoctetes, com a la Ilíada se'ns explica que lluità amb l'arquer Teucre. Quan els grecs van haver conquerit Troia, Àiax demana que s'executi Helena com a càstig del seu adulteri, però la seva petició provoca la ira dels atrides contra ell. Odisseu aconsegueix que la noia es retorni a Menelau. Aleshores Àiax reclama com a part del botí el Pal·ladi. Però Odisseu instigat pels atrides, se les enginya perquè es refusi la seva petició. Àiax amenaça venjar-se de Menelau i Agamèmnon, que s'han d'envoltar d'una guàrdia. L'endemà es troba el cos d'Àiax travessat per la seva pròpia espasa.
Una altra versió de la seva mort, explicada pels poetes tràgics, diu que l'heroi es va tornar boig quan li van negar, no el Pal·ladi, sinó les armes d'Aquil·les. Tetis havia destinat aquestes armes al més valent dels grecs, o, almenys, al que hagués inspirat més temor als troians. Per saber qui era aquest heroi es va preguntar als presoners, que, per despit, van designar Odisseu en lloc d'Àiax. Odisseu va aconseguir les armes i durant la nit Àiax embogí, aniquilà els ramats que tenien els grecs per alimentar-se i se suïcidà, després, quan, en un moment de lucidesa va veure el que havia fet.
Àiax no va ser incinerat com era costum, sinó col·locat en un taüt i enterrat. A Salamina li tributaven honors divins cada any.
Sòfocles va escriure una tragèdia, Àiax, sobre la vida i la mort de l'heroi. L'Ajax AFC és anomenat en referència a aquest heroi, i a l'escut del club figura un retrat del personatge.